# Miccolamia castaneoverrucosa
Miccolamia castaneoverrucosa är en skalbaggsart som beskrevs av Hayashi 1974. Miccolamia castaneoverrucosa ingår i släktet Miccolamia och familjen långhorningar.
Artens utbredningsområde är Taiwan. Inga underarter finns listade i Catalogue of Life.